# Ártemas de Listra
Artemas de Listra (em grego:  Ἀρτεμᾶς) é um dos Setenta Discípulos e foi mencionado por Paulo de Tarso em «Quando eu enviar Ártemas ou Tíquico a ti, procura vir ter comigo a Nicópolis, porque tenho resolvido passar ali o inverno.» (Tito 3:12).
Segundo a tradição cristã, ele teria sido consagrado bispo de Listra, na Turquia.